# سبزه‌میدان (خرم‌آباد)
سبزه‌میدان نام یکی از میدان‌ها و محله‌های قدیمی مرکز شهر خرم‌آباد است. از این میدان چهارخیابان به چهارجهت اصلی منشعب می‌شود. هم‌اکنون به دلیل یک طرفه شده خیابان اصلی جنوب به شمال این میدان در مرکز خیابان قرار گرفته اما به دلیل قدمت تخریب نشده و خودروها از دو سوی آن عبور می‌کنند. سبزه‌میدان از مراکز قدیمی خرید در خرم‌آباد است.